# كريستيان سويدر
كريستيان سويدر (بالألمانية: Christiane Soeder)‏ مواليد 15 يناير 1975 في رمشايد، ألمانيا الغربية، هي دراج نمساوية سابقة في صنف سباق الدراجات على الطريق. سبق أن شاركت في دورة الألعاب الأولمبية الصيفية. فازت في بطولة سباقات الطريق الوطنية النمساوية في أعوام 2004 و2006 و2009. وحلت في المرتبة الرابعة في سباق الدراجات الأولمبي للسيدات 2004. وهي أحد أعضاء فريق جارمن - سيرفيلو الاحترافي في سباقات الدراجات.

## الميداليات
| الميدالية | المسابقة                                    |
| --------- | ------------------------------------------- |
| فضية      | بطولة العالم لسباق الدراجات على الطريق 2008 |
| برونزية   | بطولة العالم لسباق الدراجات على الطريق 2007 |

## روابط خارجية
- كريستيان سويدر على موقع الاتحاد الدولي لألعاب القوى (الإنجليزية)
- كريستيان سويدر على موقع الاتحاد الدولي للدراجات (الإنجليزية)
- كريستيان سويدر على موقع أرشيف الدراجات (الإنجليزية)
- كريستيان سويدر على موقع إحصائيات الدراجات الإحترافية (الإنجليزية)
- كريستيان سويدر على موقع نسبة الدراجات (الإنجليزية)
- كريستيان سويدر على موقع CycleBase (الإنجليزية)
- كريستيان سويدر على موقع اتحاد الترياتلون الدولي (الإنجليزية)
- كريستيان سويدر على موقع اللجنة الأولمبية الدولية (الإنجليزية)
- كريستيان سويدر على موقع أوليمبيديا (الإنجليزية)